# Roberto Puķītis
Roberto Puķītis (Ventspils, 16 dicembre 1994) è un pattinatore di short track lettone.

## Biografia
Ha rappresentato la Lettonia ai Giochi olimpici invernali di Soči 2014.
Ha vinto la medaglia di bronzo ai campionati europei di short track di Dresda 2018 nei 1.000 metri, concludendo la gara alle spalle dell'olandese Sjinkie Knegt e del russo Semën Elistratov.
Ha rappresentato la Lettonia ai Giochi olimpici invernali di Pyeongchang 2018 concorrendo nei 1.000 e nei 1.500 metri. In entrambe le gare si è classificato all'undicesimo posto.

## Palmarès
- Campionati europei di short track

Dresda 2018: oro nella staffetta 5.000 m;